# Beacon College
Das Beacon College ist ein kleines privates College in Leesburg im US-Bundesstaat Florida. Die Hochschule wurde 1989 als College für lernbehinderte Menschen gegründet. Diesen besonderen Umständen wird durch Klassenstärken von durchschnittlich unter 20 Studenten Rechnung getragen. Die Studenten können in einem zweijährigen Studium einen Associate Degree und im vierjährigen Studium den akademischen Grad eines Bachelor of Arts oder Bachelor of Science erhalten.

## Studienfächer
Folgende Fächer kann an der Hochschule als Hauptfach studiert werden:
- Anthrozoology
- Business Management
- Computer Information Systems
- Human Services
- Humanities
- Psychology
- Studio Arts

## Zahlen zu den Studierenden
Von den 460 Eingeschriebenen im Herbst 2021 studierten 418 in Vollzeit und 42 in Teilzeit. 149 davon kamen aus Florida. 153 Studenten (33 %) waren weiblich und 307 (67 %) waren männlich. Von den 427 Studenten im Herbst 2020 waren 37 % weiblich und 63 % männlich gewesen. Alle strebten ihren ersten Studienabschluss an, sie waren also undergraduates.